# سغتلو
سغتلو هي قرية في مقاطعة خوي، إيران. يقدر عدد سكانها بـ 64 نسمة بحسب إحصاء 2016.